# Achatius von Auerswald
Caesar Achatius von Auerswald (* 22. November 1818 in Münster; † 21. November 1883 in Berlin) war deutscher Richter und Verwaltungsjurist in Preußen. Er saß im Reichstag des Norddeutschen Bundes.

## Leben
Achatius von Auerswald war der Sohn des preußischen Ministerpräsidenten Rudolf von Auerswald und dessen Ehefrau Adele von Dohna-Lauck (* 31. März 1795; † 28. August 1859).
Er besuchte das Gymnasium in Braunsberg. Er begann an der Albertus-Universität Königsberg Rechtswissenschaft zu studieren und wurde 1838 Mitglied der Corpslandsmannschaft Normannia. Als Inaktiver wechselte er an die Ruprecht-Karls-Universität Heidelberg und die Friedrich-Wilhelms-Universität zu Berlin. 1841 wurde er Auskultator am Oberlandesgericht Königsberg und in Insterburg. 1843 kam er an das Landgericht Trier, 1844 an das Oberlandesgericht Frankfurt und 1847 an das Kammergericht. Nachdem er im Jahr zuvor die Assessorprüfung nicht bestanden hatte, wurde er 1848 Kammergerichts-Assessor und 1850 Kreisrichter in Braunsberg.
Er wechselte von der Rechtspflege in die innere Verwaltung des Königreichs Preußen und wurde 1852 vertretungsweise Landrat im Kreis Braunsberg. Seine endgültige Ernennung zum Landrat verzögerte sich bis 1855, weil das Innenministerium Zweifel an seiner fachlichen Eignung und vor allem an seiner politischen Zuverlässigkeit hatte. Ab 1864 war er Oberregierungsrat in Danzig, ab 1871 Regierungsvizepräsident im Regierungsbezirk Königsberg und von 1874 bis 1882 Regierungspräsident im Regierungsbezirk Köslin.
Er war von 1867 bis 1871 Mitglied des Reichstages des Norddeutschen Bundes und des Zollparlaments für den Reichstagswahlkreis Regierungsbezirk Danzig 2 und die Konservative Partei.

## Familie
Er heiratete Emma Marie Franziska von Buhl genannt Gräfin Schimmelpfennig von der Oye verwitwete von Koschinsky (* 18. Juni 1824). Das Paar hatte mehrere Kinder, darunter:
- Kathrina Freda Sophie (* 22. Oktober 1859) ⚭ 4. Februar 1880 Karl Eugen Franz August von Klitzing, Geheimer Ober-Regierungsrat
- Adele Emma Anna (* 12. Dezember 1862) ⚭ 2. Dezember 1887 Gotthold Hoeppner (1853–1922), Regierungsrat

## Ehrungen
- Roter Adlerorden II. Klasse mit Stern
- Domherr des Merseburger Doms[5]
- Ehrenmitglied der Königsberger Corpslandsmannschaft Normannia